# Methanobrevibacter wolinii
A Methanobrevibacter wolinii egy metanogén archaea faj.Meyer J. Wolinról nevezték el. Az archeák – ősbaktériumok – egysejtű, sejtmag nélküli prokarióta szervezetek.

## Leírása
Enyhén kúpos végű coccobacillus alakú, körülbelül 0,6 mikrométer széles és 1.0-1.4 mikrométer hosszú. Párban vagy rövid láncokban fordul elő. Gram-pozitív, a sejtfalát pszeudomurein alkotja. Obligát anaerob élőlény, típustörzse: SHT (=DSM 11976T =OCM 814T). Először birka ürülékben izolálták.